# Red Sea Air
A Red Sea Air (IATA: 7R, ICAO: ERS, Hívójel: ERITREAN REDSEA) egy eritreai légitársaság volt Aszmarában, Eritrea fővárosában. Az ország nemzeti légitársasága volt 1988-tól 2000-ig. Az Eritrean Airlinesnak 40%-os részesedése volt benne.
A légitársaság főleg belföldi útvonalakon közlekedett Aszmara, Massawa és Assab között. Egy darab BAC One-Eleven típusú repülőgépet üzemeltettek.